# AIDAdiva
Die AIDAdiva ist ein Kreuzfahrtschiff von Carnival Corporation & plc. Sie wird für Fahrten unter der speziell auf den deutschen Markt ausgerichteten Konzernmarke AIDA Cruises eingesetzt. Betrieben wird sie unter italienischer Flagge durch Costa Crociere in Genua.
Sie ist das erste von sieben weitgehend baugleichen Schiffen der Sphinx-Klasse. Zum Zeitpunkt der Indienststellung war die AIDAdiva das größte Schiff der AIDA-Flotte.

## Geschichte

### Bau und Überführung
Nach dem Umbau des Konzerns im Zuge des Zusammenschlusses der amerikanischen Carnival Corporation mit der britischen P&O Princess Cruises, zu der die Marke AIDA bis dahin gehörte, betrachtete der neu entstandene Weltmarktführer den europäischen, vor allem aber auch den deutschen Markt, als noch viel zu wenig ausgeschöpft. Neben der Übertragung vom britischen auf den amerikanischen Konzernteil, wurde unter operativer Verantwortung der italienischen Tochter Costa Crociere ein umfangreiches Aufbauprogramm für AIDA Cruises beschlossen. Im Oktober 2004 wurde daher die Meyer Werft in Papenburg (Emsland) mit dem Bau von zunächst zwei neuen, deutlich größeren AIDA-Kreuzfahrtschiffen beauftragt. Die „Clubschiffe“ der dritten Generation sollten auf 68.500 BRZ fast die doppelte Anzahl an Kabinen ermöglichen und im April 2007 bzw. April 2009 ausgeliefert werden.

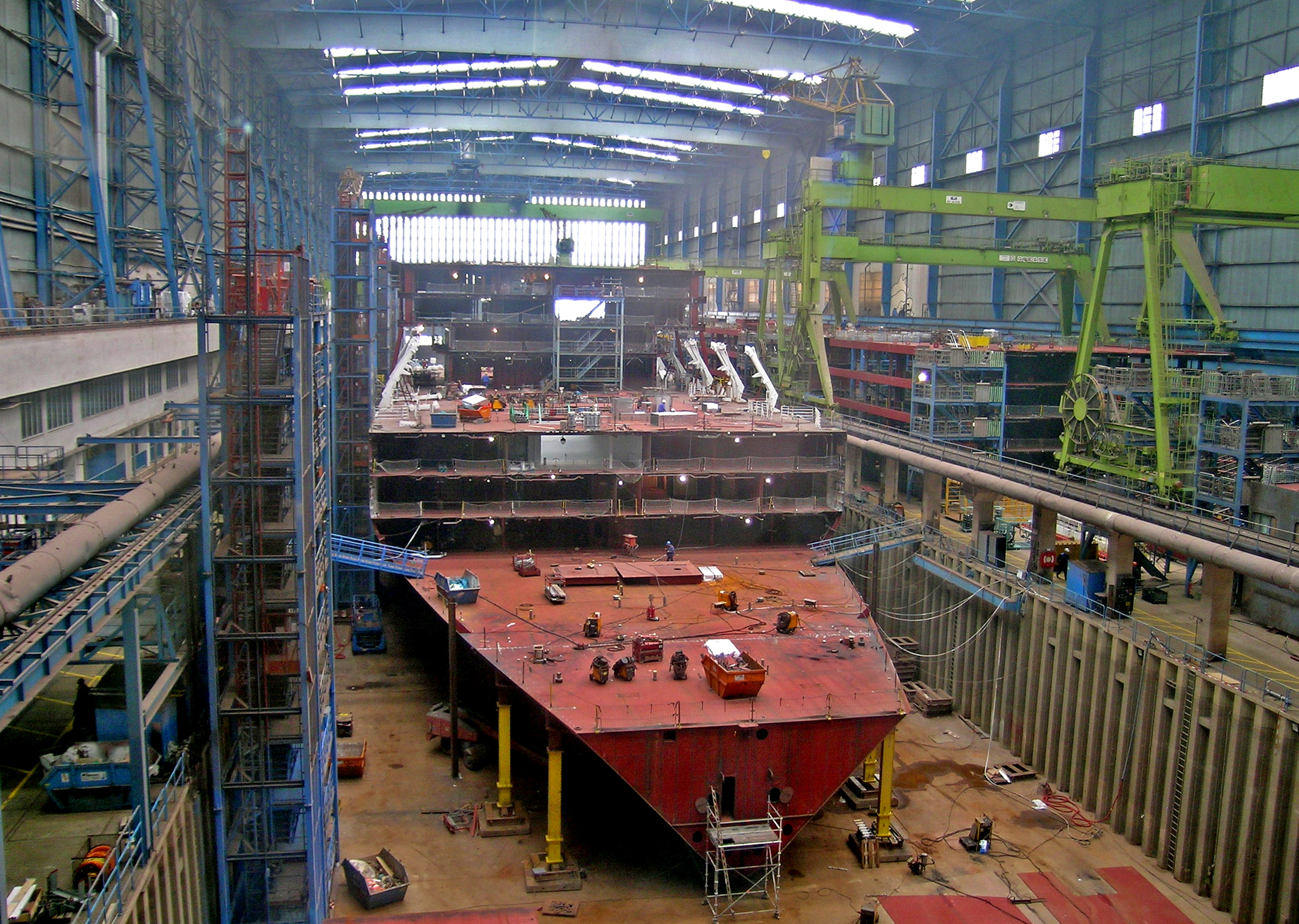
AIDAdiva im Baudock (April 2006).

Mit dem Schnitt der ersten Stahlplatte begann am 25. Oktober 2005 unter dem Projektnamen AIDA SPHINX I der Bau des noch unbenannten Kreuzfahrtschiffs. Die Kiellegung unter der Baunummer S. 659 fand am 3. März 2006 in Papenburg statt. Bei diesem Anlass wurde der endgültige Name bekanntgegeben. Während der traditionellen Münzzeremonie legte die Gewinnerin des Namenswettbewerbes ein Geldstück unter den ersten von insgesamt 55 Baublöcken. Nach etwa elf Monaten Bauzeit erfolgte am 28. September 2006 das erste Aufschwimmen des Schiffes.
Nachdem verschiedene Funktionstests und Maschinenerprobungen erfolgreich abgeschlossen worden waren, verließ die AIDAdiva am 4. März 2007 das überdachte Baudock und wurde an den Ausrüstungskai überführt, wo sie ausgebaut und schließlich fertiggestellt wurde. Die Überführung des Schiffes durch das Emssperrwerks über die Ems nach Emden fand am 10. März 2007 statt. Hierfür wurde das Emssperrwerk am 10. März 2007 gegen 1:00 Uhr geschlossen und die Ems anschließend auf etwa 1,10 Meter über dem mittleren Tidehochwasser (das entspricht 2,70 Meter über Normalhöhennull) aufgestaut. Gegen 22:00 Uhr des 10. März erreichte die AIDAdiva die Schiffsliegestelle in Oldersum und passierte das Emssperrwerk um 3:15 Uhr.
Da seit 1995 erstmals wieder eine Endausrüstung in Emden stattfand, feierte die Stadt das Einlaufen des Schiffes in den Außenhafen mit Fackeln am Deich und einem Feuerwerk. Am 11. März 2007 lief die AIDAdiva zu einer ersten Testfahrt in die südliche Nordsee aus. Am Abend des 12. März 2007 passierte sie die Große Seeschleuse Emden in den Emder Hafen und machte am Marinekai für Endarbeiten fest. Am 16. April 2007 wurde die AIDAdiva in Emden an die Reederei übergeben und verließ am gleichen Tag den Hafen in Richtung Hamburg, wo sie zwei Tage später eintraf. Die Schiffsbesatzung wurde im Zeitraum von der Überführung auf der Ems bis zur Taufe an Bord trainiert.
Die für die Marke typische Lackierung mit Mund, Augen und Lidstrich entwarf der Grafiker Feliks Büttner bereits 1996.

### Taufe
Im Rahmen der „AIDA Days“, die zwischen dem 18. und 22. April 2007 stattfanden, wurde die AIDAdiva im Hamburger Hafen getauft. Aus diesem Anlass hatte die Reederei den Berliner Theaterregisseur Gert Hof beauftragt, eine etwa 45-minütige Licht- und Lasershow zu inszenieren, mit der die Taufzeremonie begleitet werden sollte. Während das Schiff am Abend des 20. April 2007 auf der Elbe kreuzte, wurden auf der Strecke vom „Cruise Center“ in der HafenCity zu den St. Pauli-Landungsbrücken Leuchtraketen in den Farben der Marke über das Schiff geschossen. Bei den Fischauktionshallen nahm Maria Galleski, die von den Lesern einer Hamburger Zeitung ausgewählt wurde, die Schiffstaufe vor.

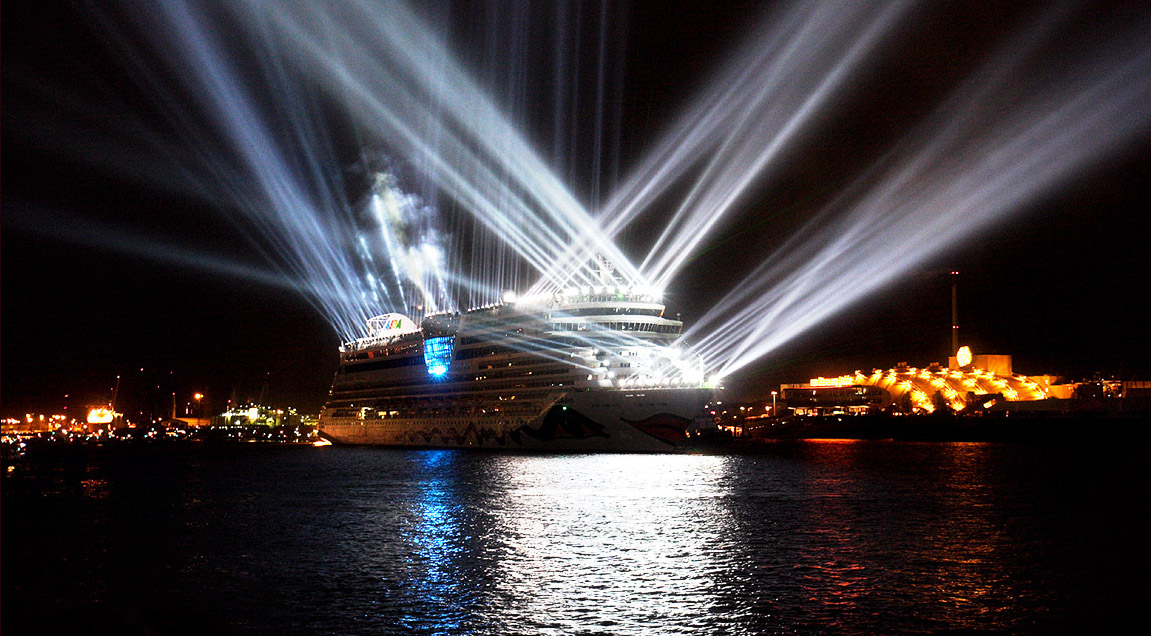
Taufe der AIDAdiva am 20. April 2007 in Hamburg

Nach Angaben der Veranstalter wurden die Feierlichkeiten am Elbufer von mehr rund 350.000 Menschen verfolgt. Am 30. April 2007 startete die AIDAdiva zu ihrer elftägigen Jungfernfahrt von Hamburg nach Palma.

### Zwischenfall
Am Abend des 7. Juli 2014 gingen auf dem Deck des Schiffes beim Auslaufen aus Aschdod Trümmerteile von Raketen nieder. Die Trümmerteile stammten möglicherweise von israelischen Abwehrraketen, die während des Beschusses Israels vom Gazastreifen aus abgefeuert worden waren.

## Maschinenanlage, Antrieb und Betriebstechnik
Die AIDAdiva ist mit einer dieselelektrischen Maschinenanlage ausgerüstet, bei der vier Dieselgeneratoren als Kraftwerk dienen und das gesamte Schiff mit elektrischer Energie versorgen. Alle elektrischen Systeme, die Antriebsanlage sowie die Überwachungseinrichtungen wurden von Siemens entwickelt und gebaut. Um höchste Betriebssicherheit zu gewährleisten, sind die Maschinen- und Antriebsanlagen technisch und räumlich in zwei voneinander unabhängige Gruppen aufgeteilt sowie mit umfangreichen Überwachungseinrichtungen (Schiffsautomationssystem „SISHIPCIS PAX“) ausgestattet.

### Energieversorgung
Bei den Motoren, mit denen die Hauptgeneratoren angetrieben werden, handelt es sich um langhubig ausgelegte, mittelschnell laufende 9-Zylinder-4-Takt-Dieselmotoren des Typs Caterpillar-MaK 9M43C mit einer Leistung von je 9.000 kW (ca. 12.140 PS). Sie können mit schwefelarmem Diesel- oder Schweröl betrieben werden und erzeugen unter allen Betriebszuständen kaum sichtbare Abgase. Jeder Motor ist 10 Meter lang, 6 Meter hoch und wiegt ca. 126 Tonnen. Bei einer Maschinenauslastung von 85 % verbraucht die AIDAdiva etwa 140 Tonnen Kraftstoff pro Tag.
Die vier Siemens-Hauptgeneratoren erzeugen eine elektrische Leistung von jeweils 12.000 kVA und versorgen das komplette Schiff über zwei 11-kV-Schaltanlagen und acht Verteiler-Transformatoren (Leistung: 1.000–3.500 kVA) mit elektrischer Energie.

### Antrieb
Die AIDAdiva ist mit einer konventionell aufgebauten Antriebsanlage ausgerüstet. Bei den beiden Propellermotoren handelt es sich um 3-Phasen-Synchron-Maschinen des Typs Siemens 1DM5650-8DS06-Z, die eine Leistung von jeweils 12.400 kW (ca. 16.900 PS) über eine Wellenanlage auf 5-Blatt-Festpropeller übertragen. Jeder Propeller hat einen Durchmesser von 5,2 Meter und eine Masse von ca. 13,2 Tonnen. Bei einer maximalen Drehzahl von 130/min erreicht das Schiff eine Höchstgeschwindigkeit von 21 Knoten.
Zum Manövrieren in Häfen und bei geringen Geschwindigkeiten sind in Bug und Heck jeweils zwei Querstrahlsteueranlagen mit einer Leistung von je 2.300 kW (ca. 3.100 PS) bzw. 1.500 kW (ca. 2.040 PS) installiert. Über eine dynamische Positionierung ist das Schiff in der Lage, eine vorgegebene Position genau einzuhalten.

### Brücke

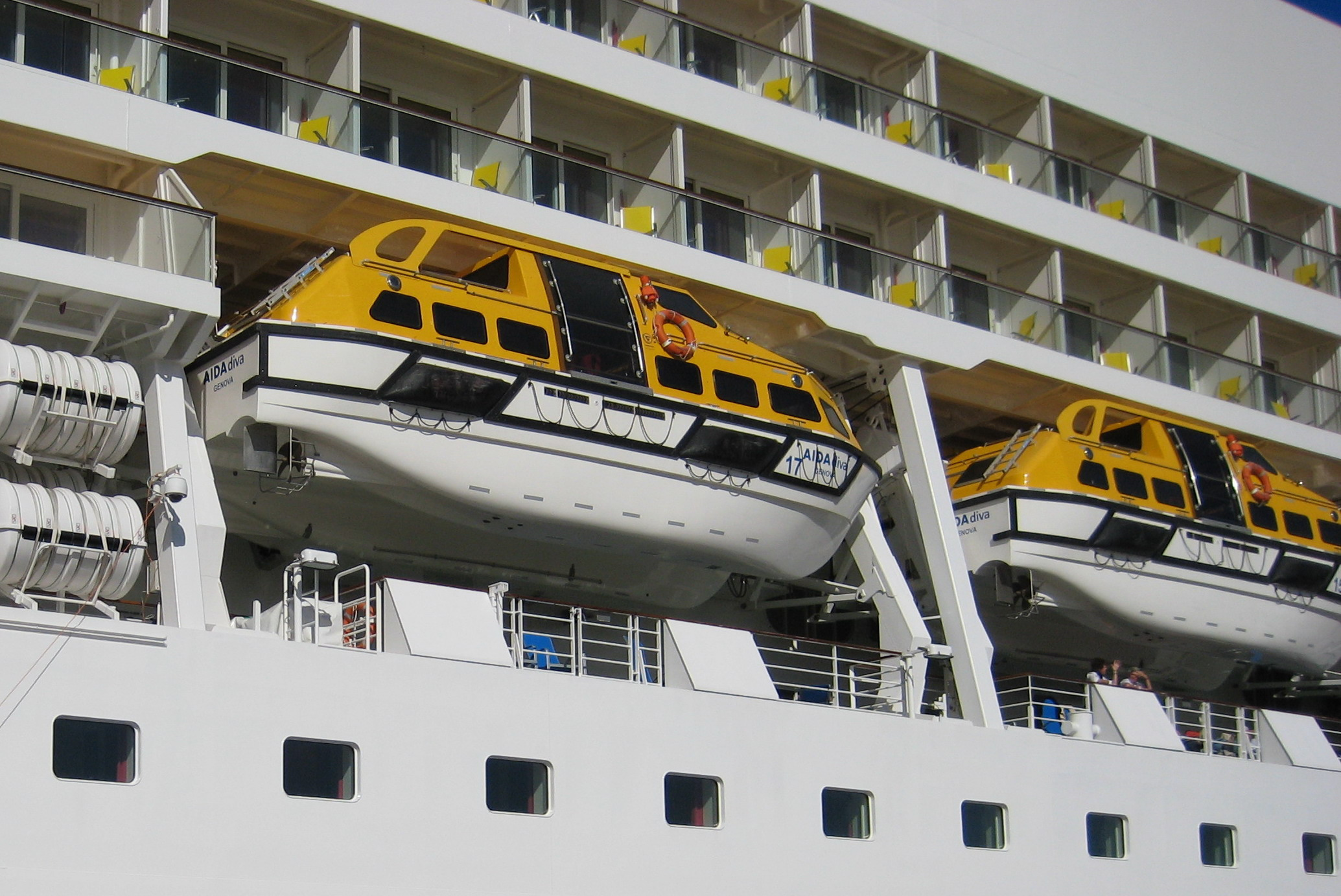
Tenderboote der AIDAdiva

Für die Navigation, Steuerung und Überwachung des Schiffsbetriebs ist die AIDAdiva mit einer sogenannten „Integrierten Brückenanlage“ ausgestattet. Über das System „NACOS 65-5“ des Herstellers SAM Electronics werden alle relevanten Informationen (z. B. Radarbild, elektronische Seekarten, Betriebsparameter der Maschinenanlage) auf hochauflösenden Farbbildschirmen dargestellt.

### Sicherheitseinrichtungen
Die AIDAdiva ist in fünf Brandabschnitte unterteilt. Für den Fall einer Evakuierung stehen sechs Tenderboote, 14 Rettungsboote, zwei Schnellrettungsboote („Mann über Bord“-Boote) sowie vier Notrutschen („Marine Evacuation System“) bereit. Die Tenderboote werden auch zum Anlanden benutzt, wenn das Schiff auf Reede liegt.

## Kabinen und Bordeinrichtungen

### Kabinen
Die AIDAdiva verfügt über eine Vielzahl an Passagierkabinen mit unterschiedlichen Kategorien. Der größte Teil davon sind Außenkabinen, die meisten davon haben einen Balkon. Verschiedene Suiten liegen im vorderen und hinteren Bereich des Schiffes. Auch Innenkabinen sind buchbar. Einige Kabinen können mit bis zu vier Personen belegt werden, andere sind nur zu zweit belegbar. Ein paar Kabinen sind barrierefrei ausgebaut und bieten auf einer Grundfläche von bis zu 27,5 Quadratmetern Platz für maximal drei Personen. Alle Kabinen haben mindestens ein eigenes Badezimmer.

### Bordeinrichtungen
Der räumliche, gesellschaftliche und kulturelle Mittelpunkt der AIDAdiva ist das kreisförmige „Theatrium“ (Wortschöpfung aus Theater und Atrium) in der Mitte des Schiffes. Ein besonderes Merkmal sind die auch von außen sichtbaren großen Glasflächen, die von einer gläsernen Kuppel abgeschlossen werden. Mit einer Grundfläche von über 3.000 Quadratmetern erstreckt es sich über drei Decks (Deck 9–11), die im Bereich des „Theatriums“ unterbrochen sind. Das „Theatrium“ wird tagsüber für verschiedenste Veranstaltungen genutzt und dient am Abend als Haupt-Theatersaal. Es verfügt über eine große, bewegliche Bühnenanlage, die mit modernster Licht- und Tontechnik ausgestattet ist und über eine LED-Leinwand verfügt.
Im Bereich um das „Theatrium“ befinden sich die meisten der Bars und Lounges. Die „AIDA Bar“ und die „Panaroma Lounge & Bar“ sind großzügig verglast und liegen im vorderen Bereich auf Deck 10. Die sternförmige Theke der „AIDA Bar“ hat eine Länge von über 65 Metern. Eine Diskothek („Ocean Club“) befindet sich im hinteren Teil von Deck 12. Ebenfalls achtern befinden sich die „Lanai Bar“ sowie die „Ocean Bar“ mit Blick auf die Heckwelle des Schiffes. Verscheidene weitere Bars, wie zum Beispiel „Pool“-, „Beach“- und „Tokyo“-Bar, ergänzen das Angebot an Bord.
Die AIDAdiva wurde, damals als erstes Schiff der Reederei, mit einem Spielkasino ausgestattet (Deck 10, backbord). Auf Deck 9 befindet sich eine Kunstgalerie mit Werken von nationalen und internationalen Künstlern wie Janosch, James Rizzi, Udo Lindenberg und Robert Nippoldt.
Der Zugang zum Schiff erfolgt in der Regel über die Tenderpforten auf Deck 3 oder über das Deck 5, welches über einen seitlichen Außenbereich verfügt. Auf Deck 3 befindet sich auch das Hospital sowie die Lager für Tauchausrüstungen und Fahrräder. Die Schiffsrezeption mit öffentlichen Internet-Zugängen befindet sich etwas abseits von den übrigen Bordeinrichtungen auf Deck 5, wo im Heck auch der „Kids Club“ mit eigenem Poolbereich und Kletter-, Spiel- und Bastelzimmern untergebracht ist. Außerdem ist im Außenbereich des fünften Decks im Falle einer Evakuierung der Einstieg in die Rettungsboote möglich.

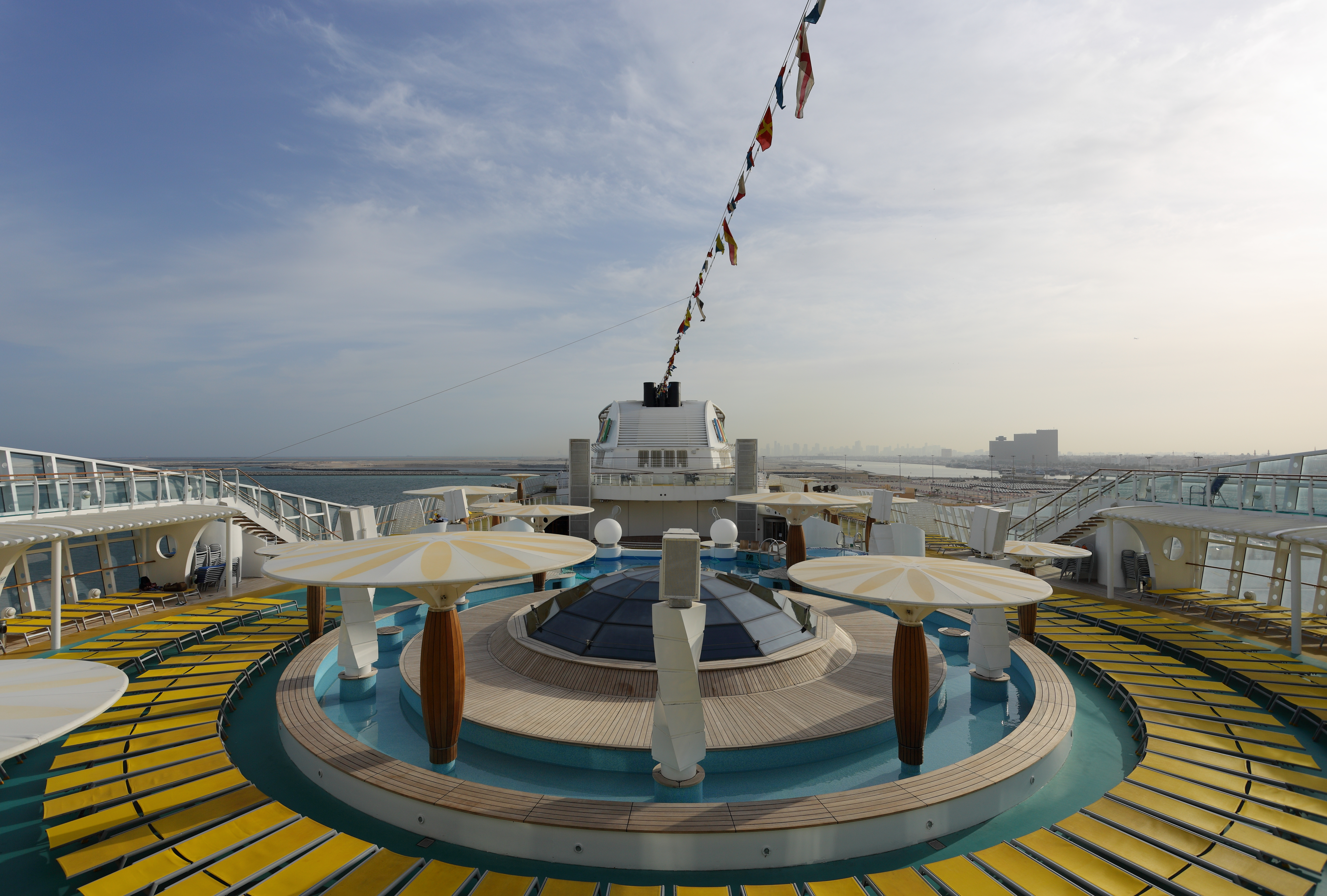
Liegen am Pool

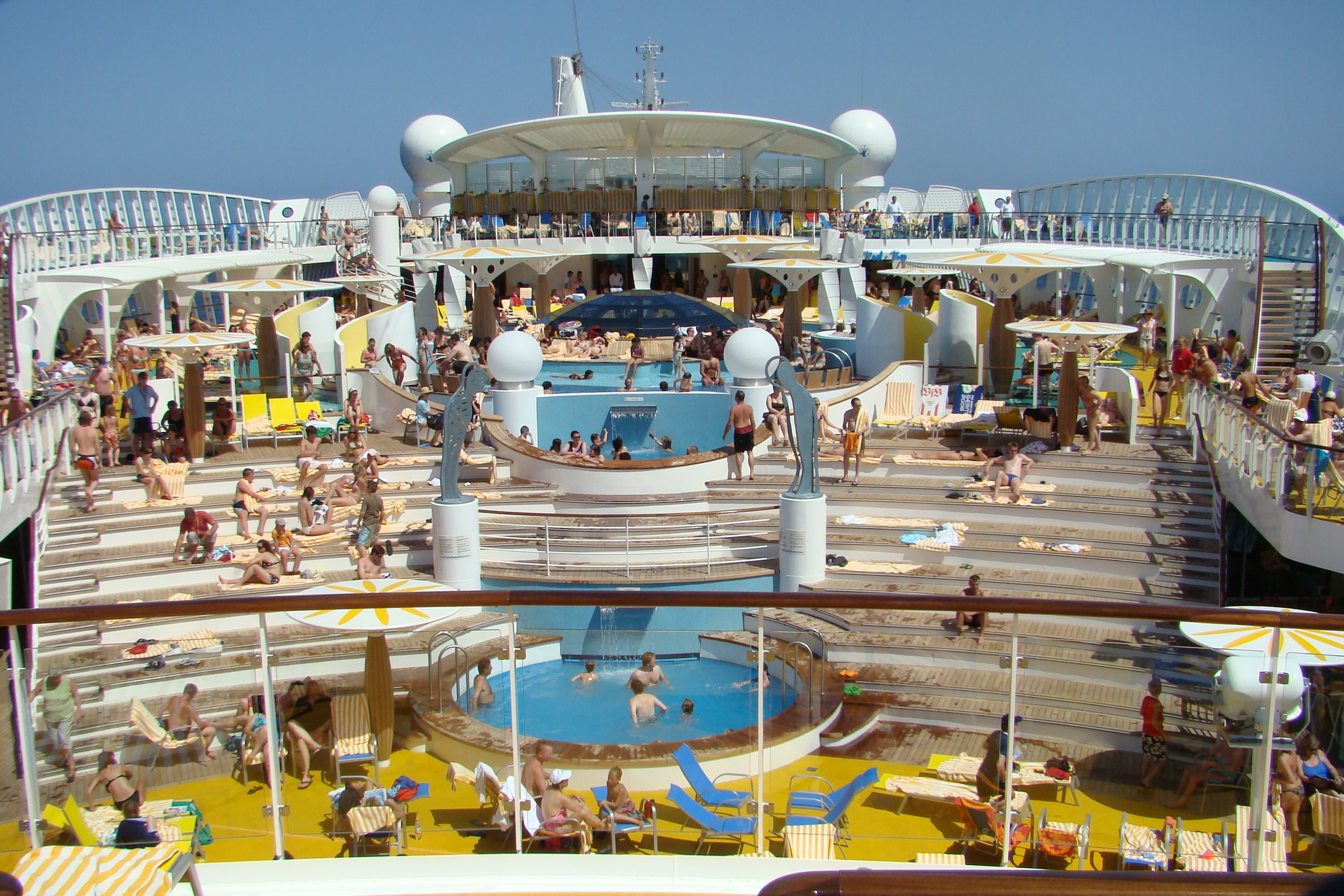
Sonnendeck (Deck 12) der AIDAdiva

An Bord der AIDAdiva gibt es mehrere Restaurants mit unterschiedlichen Konzepten. Neben zwei Buffetrestaurants („Markt Restaurant“ und „Yachtclub Restaurant“) gibt es drei weitere Bedienrestaurants („Almhütte“, „Best Pizza @ Sea“ und „Brasserie French Kiss“). Das „Markt Restaurant“ im hinteren Bereich von Deck 9 bietet Platz für ca. 500 Gäste. Darüber hinaus gibt es auch drei À-la-carte-Restaurants („Rossini“, „Buffalo Steak House“ und „East Fusion“). Auch gibt es auch eine Tapas Bar an Bord, an der Tapas serviert werden, sowie ein Bistro, in welchem französische Spezialitäten angeboten werden.
Der Wellness-Bereich der AIDAdiva auf Deck 12 umfasst eine Fläche von ca. 2.300 Quadratmetern, zum Zeitpunkt der Indienststellung der größte Wellness-Bereich an Bord eines Kreuzfahrtschiffes. Die „Wellness Oase“ verfügt über einen Whirlpool mit einem Durchmesser von vier Metern und kann mit einer beweglichen Dachkonstruktion abgedeckt werden. Verschiedene Saunen und ein Dampfbad befinden sich ebenfalls im Wellnessbereich.
Auf den Freidecks mit einer Fläche von 6.400 Quadratmetern befinden sich die drei verschiedene Swimmingpools mit einem Gesamtvolumen von ca. 100 m³ sowie vier Whirlpools. Im vorderen Bereich des Sonnendecks gibt es einen abgetrennten FKK-Bereich. Im Heckbereich von Deck 14 liegt ein weiterer Joggingparcours sowie das Sportaußendeck mit Volleyball- und Basketball-Feldern und einem Kletterpark für Kinder hinter dem Schornstein. Ebenfalls gibt es im vorderen Schiffsteil einen exklusiven Freibereich mit zwei weiteren Whirlpools und luxuriöseren Liegen, der Suitengästen vorbehalten ist.

### AIDA Evolution
Im Februar 2024 wurde verkündet, dass AIDAdiva im Rahmen des Flottenerneuerungsprogramms AIDA Evolution großflächig renoviert werden sollte. Der Werftaufenthalt war schließlich vom 3. Februar 2025 bis 21. März 2025 bei Chantier Naval in Marseille. Durch die Arbeiten wurde unter anderem das gesamte Innendesign des Schiffes geändert und modernisiert. Dabei wurden alte Restaurants und Bars entfernt und neue geschaffen. Aber auch viele andere Bereiche wurden erneuert. So wurden die Kabinen von Grund auf renoviert und einige durch Suiten ersetzt, was auch die Passagierkapazität der Schiffes geringfügig beeinflusste.
Etwa 4.400 Möbelstücke der alten Schiffseinrichtung wurden schließlich an die Hamburger Wohltätigkeitsorganisation DER HAFEN HILFT! e. V. gespendet.

## Trivia, Zahlen und Fakten

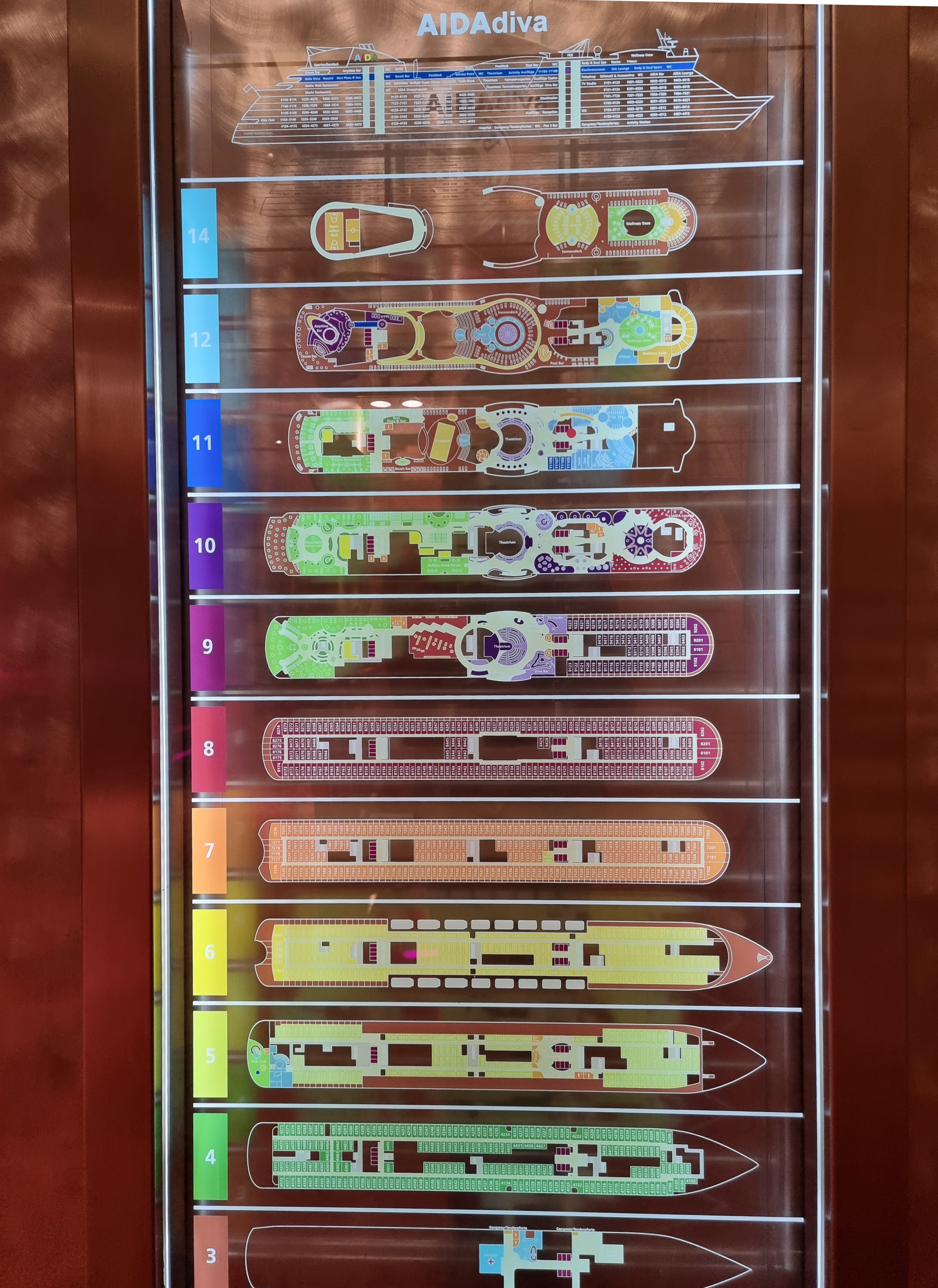
Decksplan der AIDAdiva ohne Deck 13

- Das Schiff wurde vom Germanischen Lloyd nach „100 A5 with freeboard 2.305 m Passenger Ship with Cabins IW ERS BWM-S P7D22 Environmental Passport MC AUT RP3-50%“ klassifiziert und ist im italienischen Schiffsregister mit dem Heimathafen Genua eingetragen.
- Auf der AIDAdiva gibt es laut Deckplan der Reederei kein Deck 13 (auf „Deck 12“ folgt „Deck 14“).
- Die AIDAdiva wurde vom Hansa – International Maritime Journal als „Schiff des Jahres 2007“ ausgezeichnet. 2008 erhielt sie den „ShipPax Award“ in der Kategorie „Cruise Lounges“ für das „Theatrium“ und die „Pier 3 Bar“.
- Die AIDAdiva kann jeweils bis zu 11.000 Liter Rotwein, Weißwein und Bier in Behältern von je 1.000 Litern aufnehmen, die über ein spezielles Verteilsystem ausgeschenkt werden.
- Jeder der drei Anker hat ein Gewicht von 12,3 Tonnen.
- Auf dem gesamten Schiff wurde Farbe mit einem Gewicht von circa 200 Tonnen aufgebracht.
- Das „AIDA-Auge“ hat eine Fläche von circa 150 Quadratmetern, der „Lidschatten“ eine Länge von circa 140 m. Der „Kussmund“ ist circa 16 m breit und circa 7 m hoch. Entworfen von dem deutschen Maler Felix Büttner.
- Die Glaswände an den Außenseiten des „Theatrium“ bedecken eine Fläche von 800 Quadratmetern.
- AIDAdiva war damals nicht nur das erste Schiff der Sphinx-Klasse, sondern ist auch das erste Schiff der Flotte, das im Zuge des AIDA Evolution-Programms im Februar und März 2025 nahezu vollständig umgebaut und modernisiert wird (siehe Unterkapitel „AIDA Evolution“)